# یخچال دولت‌آباد
یخچال دولت‌آباد مربوط به دوره قاجار قبل از آن است و در شهرستان شاهرود، روستای دولت‌آباد واقع شده و این اثر در تاریخ ۲۵ خرداد ۱۳۸۱ با شمارهٔ ثبت ۵۸۵۳ به‌عنوان یکی از آثار ملی ایران به ثبت رسیده است.